# Takuro Nishimura
Takuro Nishimura (西村 卓朗, Nishimura Takuro) est un footballeur japonais né le 15 août 1977.